# Битка при Вьорт
Битката при Вьорт (на немски: Schlacht bei Wörth) е битка през Френско-пруската война, състояла се на 6 август 1870 г. в близост до днешните Вьорт и Ба Рен.

## Фон на битката
Генералът на френската рейнска армия маршал Мак Махон свиква I армейски корпус, една дивизия на VII. армейски корпус и една кавалерийска дивизия и се установява на 5 август 1870 г. на западния издигнат край на долината на потока Зауер.
След победата на 4 август в битката при Висамбур кронпринц Фредерик III, генерал на германската 3-та армия, заповядва настъпление в югозападна посока и премества главната си квартира в Soultz-sous-Forêts. За следващия ден той нарежда само разгръщане на позициите и промяна на фронта на армията му.

## Начало на сраженията
Още на 6 август при зазоряване се развиват малки сблъсъци между предните позиции на двете армии. В седем часа Вьорт е завладян от пруски войски. Пруският XI корпус също влиза в сраженията. В 11 часа той започва да заобикаля френските позиции, което кара 1. френска дивизия да промени местоположението си. Дълго време опитите на прусите да направят нещо съществено остават напразни. В 13:00 часа кронпринц Фредерик III лично поема ръководството на войската на бойното поле.
В 13:30 пруският V. корпус щурмува западния край на долината на Зауер между Вьорт и Фрьошвилер, а през това време вютембергската кавалерия се появява по левия фланг подкрепя пруския XI. армейски корпус към атака в ниската част на гората.

## Атака на френските рицари
За да предотвратят поражение при създаващата се обсада, французите отвръщат с контраатака по левия фланг чрез кавалерията си. Тук Мак Махон е поверил кавалерийската дивизия на генерал Хавиер Духезме. Дивизията се състои от тежко въоръжени конници под командването на Александре Михел и два полка. Преди войната Михел е комендант на кралското кавалерийско училище. Неговата бригада е подкрепена от полк на уланите и в 13:00 получава заповед да настъпи срещу XI корпус на Бозе. Михел се оплаква от труднопроходимата почва и от многото дървета в областта, които отнемат от скоростта на атаката. Въпреки трудностите той влиза в битка със своите 1200 рицари срещу пехотата на вражеската 22-ра дивизия. Саксите отговарят с така наречената „бърза стрелба“, при която след първия залп всеки войник продължава самостоятелно със скоростта, с която може. Тази нова тактика за отбрана от кавалерията е използвана само от прусаците и техните съюзниците. При атаката си френските рицари нахлуват по фланговете на пруската стрелкова линия, установила се в ниската част на планината между Елзасхаузен и Ебербах. Окончателно атаката приключва близо до Морсброн. Нито един рицар не успява да стигне до линиите на пехотата. При атаката французите губят между 800 и 1200 души и почти всичките си коне. Преди войната френските рицари били снабдени с нови шлемове и гръдна броня, което до една степен им помогнало, но без подобна защита уланите нямали никакъв шанс в битката. Неранените рицари, останали без коне, били принудени да напуснат бойното поле пеш и докато били в обхвата на вражеските стрелци някои пруски офицери заповядали атака срещу тях. Атаката само за кратко спира настъплението на XI корпус. В 14:30 ч. прусаците продължават да напредват към Фрьошвилер.

## Край на битката и бягство
В 15:15 часа прусаците настъпват от юг и изток към Фрьошвилер и го щурмуват. Стига се до тежки сблъсъци между двете армии, които приключват едва след като идващите от юг прусаци се обединяват в центъра с пристигащите от север баварци и така изтласкват французите.

## Резултат и загуби
Германците загубват в битката при Вьорт 10 642 души. Загубите за французите са 8000 мъртви и ранени, както и 9000 неранени пленници и 6000 откъснати от частите си войници. Германците завоюват също 30 оръдия и 5 митральози, което отговаря на въоръжението на цяла една дивизия. След няколко дена Мак Махон докладва в Париж, че армията му е загубила всичките си палатки, провизии, хранителни продукти и муниции.